# Aleksandras Agejevas
Aleksandras Agejevas (russisch Александр Агеев; * 15. Januar 1949 in Bukarest, Rumänien) ist ein litauischer Schachspieler russischer Herkunft. Er spielt auch Fernschach.

## Leben
Nach dem Abitur an der Mittelschule absolvierte Agejevas 1972 das Diplomstudium als Telekommunikation-Ingenieur am Polytechnischen Institut in Riga (Lettland). Von 1972 bis 1991 arbeitete er am Kommunikationsministerium der Litauischen Sozialistischen Sowjetrepublik und der Sowjetunion. Von 1991 bis 1992 leitete er ein Zentrum am Kommunikations- und Informatikministerium der Republik Litauen. Von 1992 bis 1993 war er stellvertretender Direktor des Telekommunikationsunternehmens Lintel. Von 1993 bis 2000 leitete er das Amt des Kundendienstes bei Comliet. Ab 2004 arbeitete er bei LR ryšių reguliavimo tarnyba.
Seit 1991 trägt Agejevas den Titel Internationaler Fernschachmeister. Seine höchste Elo-Zahl im Nahschach betrug 2080 (im Januar 1995). Seine höchste Elo-Zahl im Fernschach betrug 2463 (im Jahr 1992). Agejevas gehörte der litauischen Fernschachmannschaft an. Er nahm am Halbfinale (1994–1999) der 5. Fernschacheuropameisterschaft teil und belegte mit der 2. Mannschaft den 2. Platz unter 10 Mannschaften in der dritten Gruppe.